# Épreville-près-le-Neubourg

Épreville-près-le-Neubourg este o comună în departamentul Eure, Franța. În 1 ianuarie 2022 avea o populație de 444 de locuitori.